# Objecte Zamenhof-Esperanto

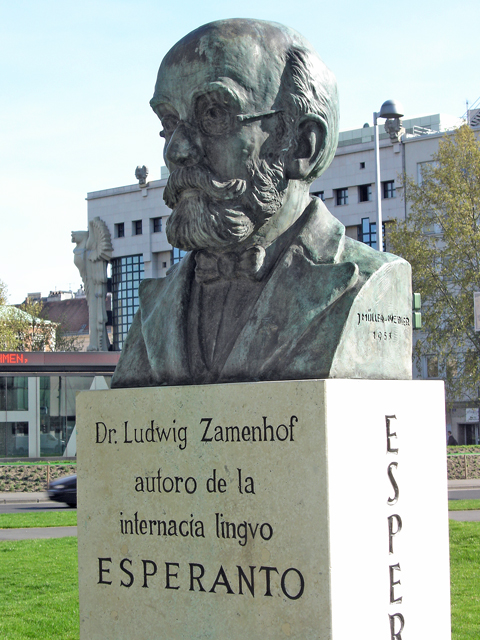
Bust de L. L. Zamenhof en l' Esperantopark de Viena.

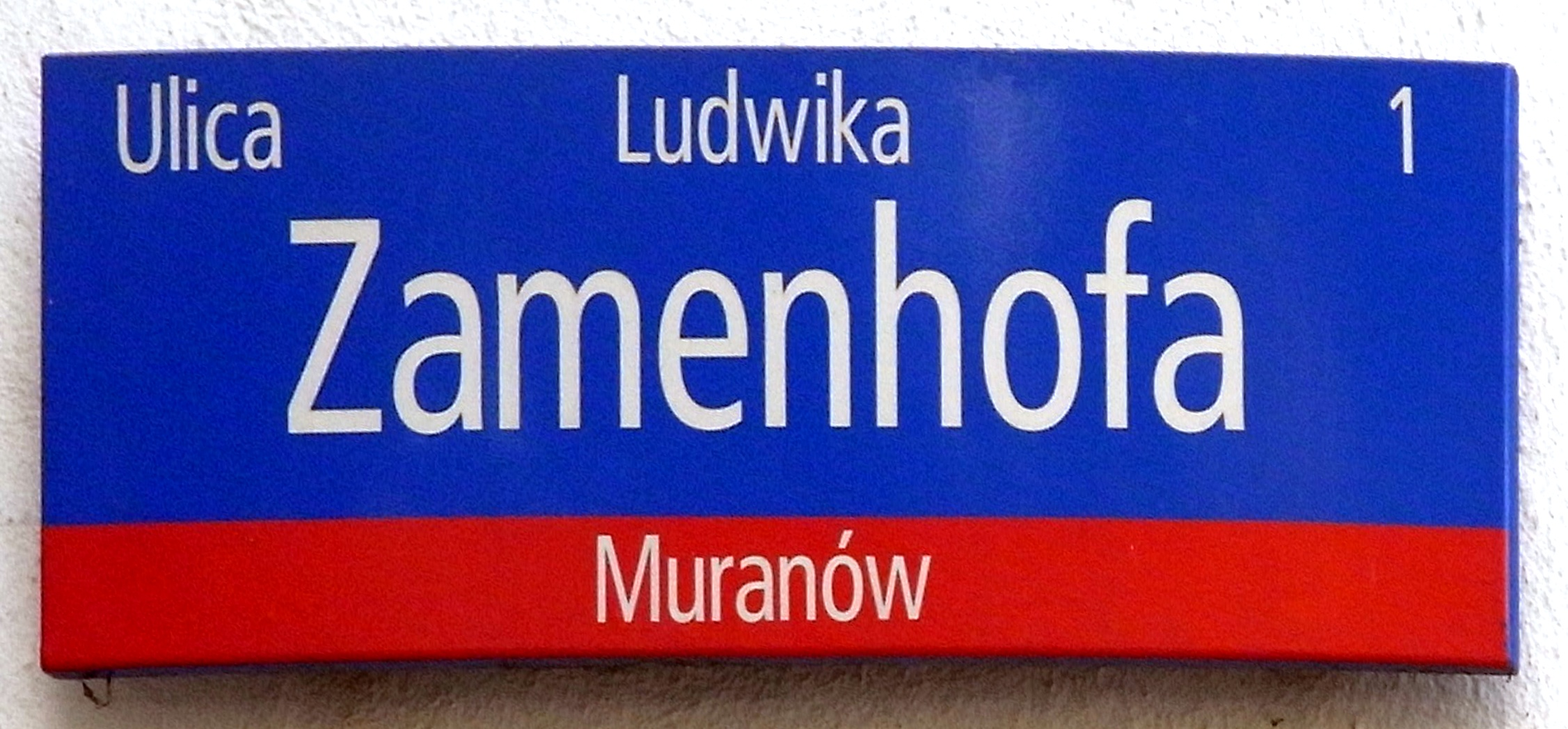
Carrer Zamenhof a Varsòvia

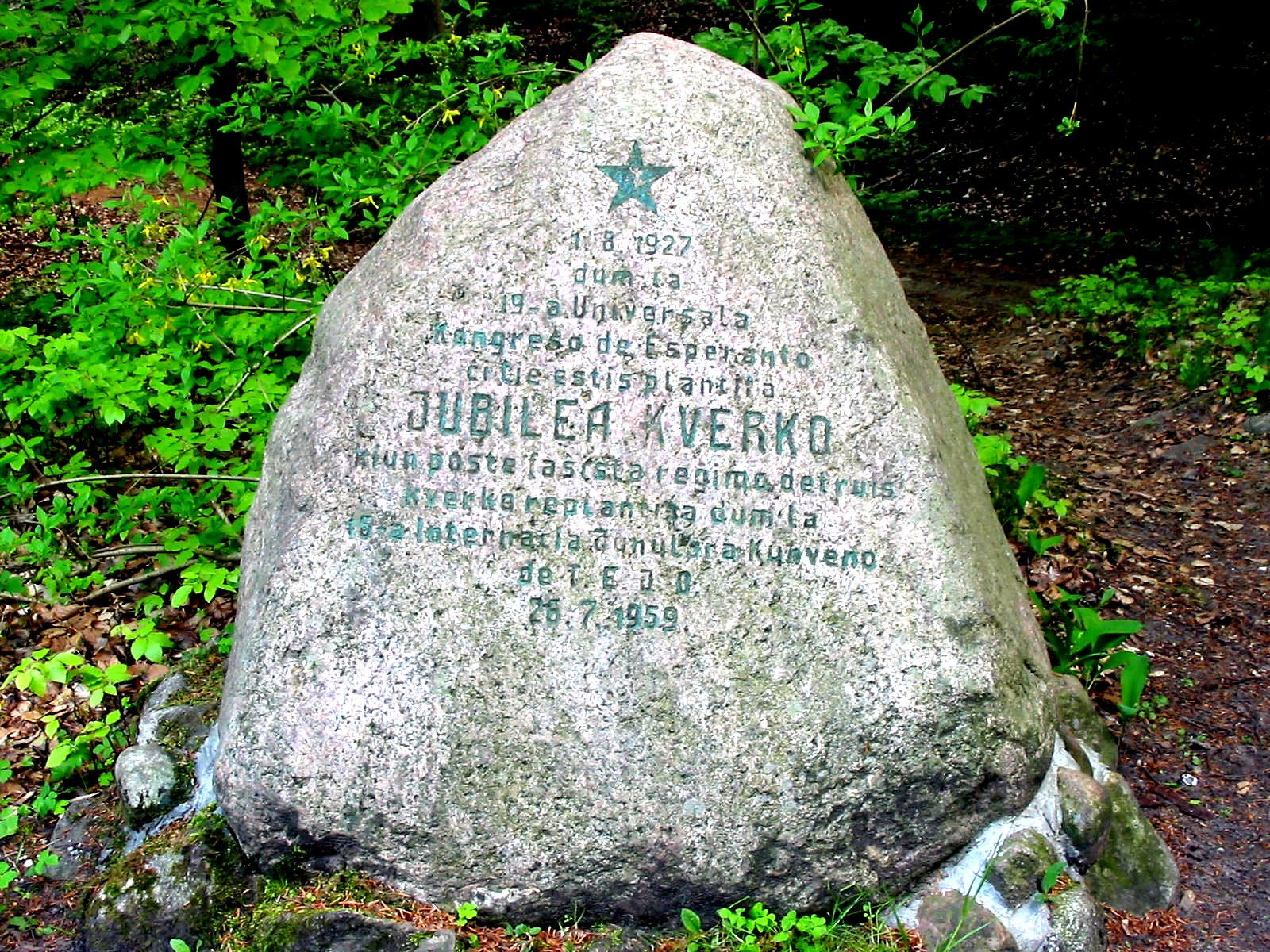
Una pedra a Sopot commemorant els congressos d'Esperanto de 1927 i 1959.

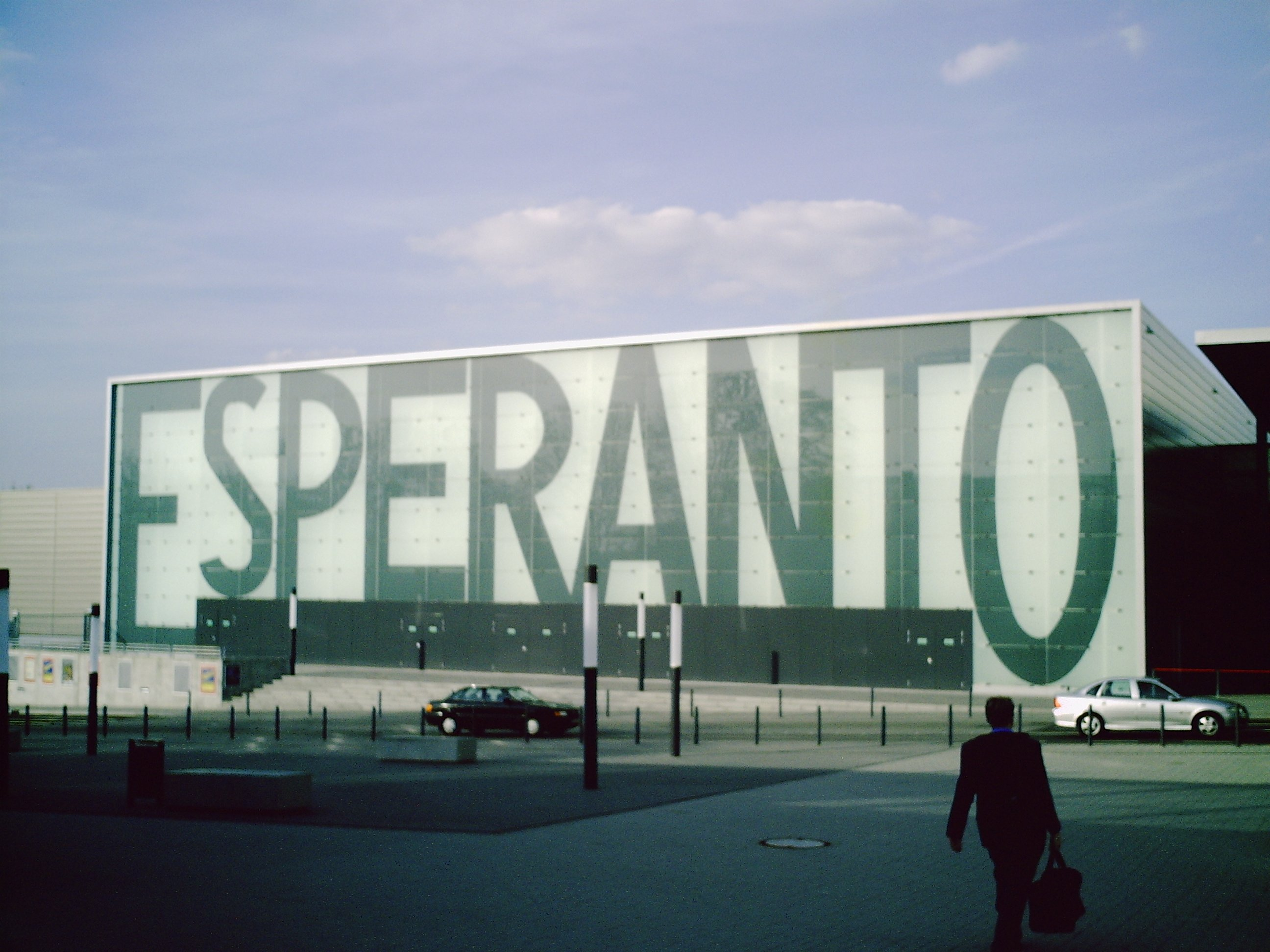
Hotel Esperanto Kongress- / Kulturzentrum a Fulda (construït l'any 2005).

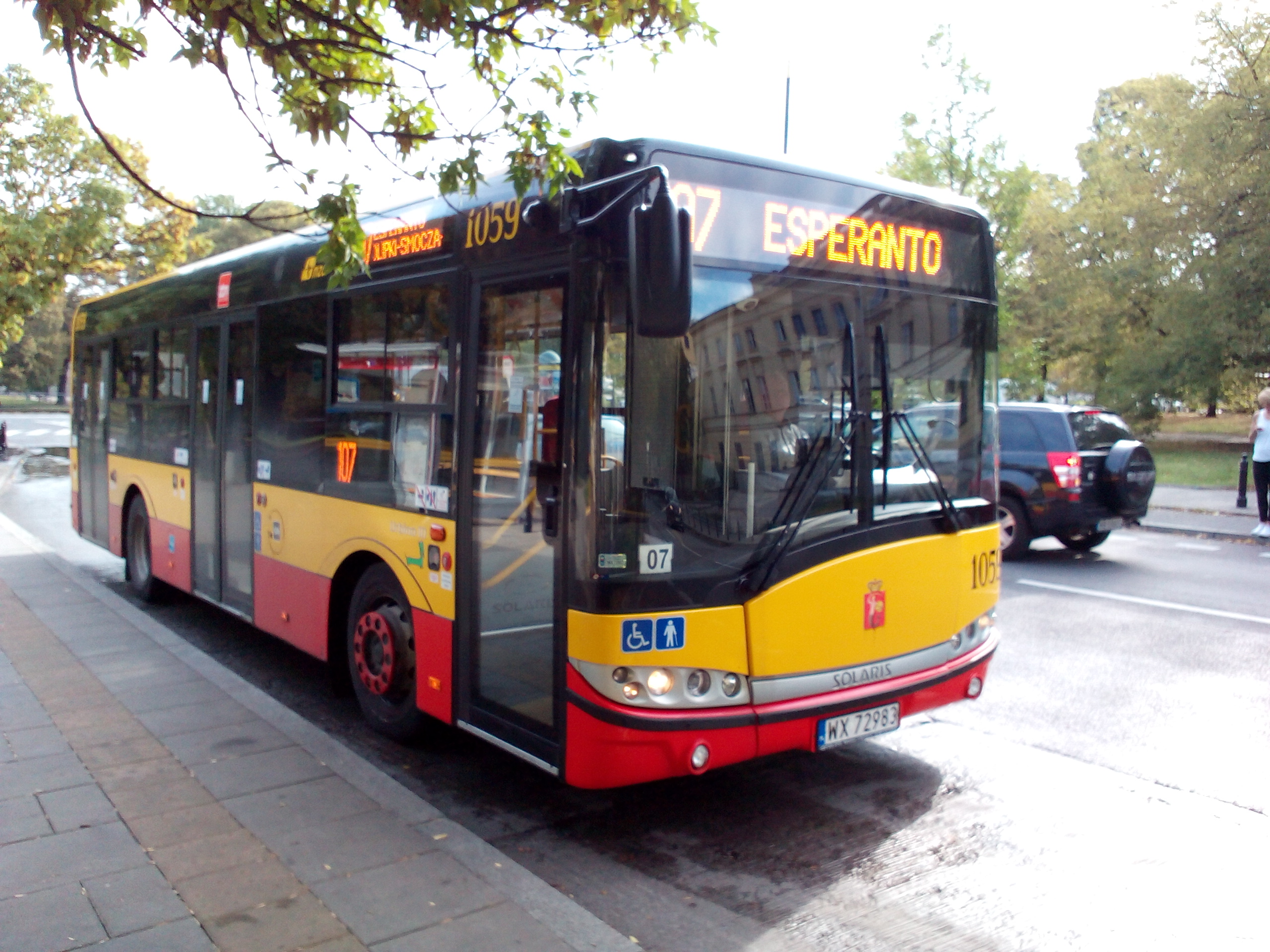
Autobús al carrer Esperanto, a Varsòvia

Un Objecte Zamenhof-Esperanto (esperanto: Zamenhof/Esperanto-Objekto, abreujat ZEO) és un monument o un lloc relacionat bé amb Ludwik Lejzer Zamenhof, la llengua auxiliar Esperanto que ell va crear l'any 1887, bé amb la comunitat de parlants d'esperanto.

## Tipus d'objectes
Els objectes Zamenhof-Esperanto poden ser carrers, monuments commemoratius o espais públics com places, parcs o ponts. També ho poden ser part d'edificis i empreses com hospitals, hotels o agències de traducció. També existeixen vehicles, com dirigibles, vaixells o trens batejats en honor a Zamenhof o l'Esperanto. Algunes espècies, rius, illes, asteroides i altres descobriments naturals han estat batejats així. Fins i tot segells postals o virus informàtics commemorant a Zamenhof o a l'Esperanto es consideren ZEOs.

## Història dels objectes Zamenhof-Esperanto
El primer objecte Zamenhof-Esperanto va ser un vaixell anomenat Esperanto, construït i botat l'any 1896 a Màlaga. L'Enciclopèdia d'Esperanto, de 1934, conté una llista d'aproximadament 54 pobles i ciutats relacionats amb algun objecte d'aquest tipus. L'any 1997 l'esperantista alemany Hugo Röllinger va publicar un llibre titulat Monumente pri Esperanto – ilustrita dokumentaro pri 1044 Zamenhof/Esperanto-objektoj en 54 landoj (‘Monumentalment sobre l'esperanto. Col·lecció il·lustrada de documents sobre 1.044 objectes Zamenhof-Esperanto en 54 països’) i fins a la seva mort en 2001 va llistar un total de 1.260 d'aquests objectes. Va ser ell qui va encunyar l'acrònim ZEO.
Actualment, el polonès Robert Kamiński és la persona encarregada per l'Associació Universal d'Esperanto per al registre de ZEOs.

## ZEOs notables
El país amb més ZEOs és el Brasil. A Polònia, lloc de naixement de l'esperanto, n'hi ha més d'un centenar.
- El primer
  - El vaixell Esperanto a Espanya, construït en 1896
- El més alt
  - El monument en honor a Zamenhof de 12 metres a Sabadell, a la Ronda Zamenhov, que data de 1989.
- El més llarg
  - El carrer Esperanto de 4 km a São Sebastião do Caí, al Brasil
- Més al nord
  - Un monument commemoratiu a l'esperanto a Narvik (Noruega), situat a 68°25' N
  - El Rierol Esperanto, a Alaska (Estats Units), a 63°27' N
  - El Cap Esperanto, a Svalbard, a 78°37' N
- Més al sud
  - L'arbre Esperanto, a Tasmània, Austràlia, a 42° S
  - El monument a Zamenhof i el carrer Esperanto a Mar del Plata, Argentina
  - El carrer Zamenhof a Port Elizabeth, Sud-àfrica
  - L'Illa Esperanto a l'Antàrtida, en 62°25'43" S
- Més remots
  - Els asteroides (1462) Zamenhof i (1421) Esperanto
  - La inscripció en esperanto en el disc d'or que porten el Voyager 1 i el Voyager 2 en la seva travessia fora del Sistema solar.